# Kecamatan Manganitu (distrikt i Indonesien, lat 3,53, long 125,51)
Kecamatan Manganitu är ett distrikt i Indonesien.   Det ligger i provinsen Sulawesi Utara, i den nordöstra delen av landet, 2 300 km nordost om huvudstaden Jakarta. Kecamatan Manganitu ligger på ön Sangihe Besar Island.